# Hypolepis hostilis
Hypolepis hostilis là một loài thực vật có mạch trong họ Dennstaedtiaceae. Loài này được (Kunze) C. Presl miêu tả khoa học đầu tiên năm 1836.